# El Sauzal (Chaco)
El Sauzal es una localidad argentina situada en el norte de la provincia del Chaco, en el departamento General Güemes. Depende administrativamente del municipio de El Sauzalito, de cuyo centro urbano dista unos 24 km. Es una de las localidades del denominado interfluvio Teuco – Bermejito, hallándose a 3 km del río Teuco.

## Vías de comunicación
Su principal vía de comunicación es la ruta provincial 3, que la vincula por un camino de tierra al sudeste con Wichí y la Ruta Nacional 95 (Argentina) —la cual sí se halla pavimentada—, y al noroeste con El Sauzalito y la provincia de Salta. También puede considerarse acceso a la ruta provincial 9, que finaliza en la cercana localidad de Wichí y la vincula al sudeste con Juan José Castelli.

## Población
Cuenta con 715 habitantes (Indec, 2010), lo que representa un incremento del 8,8% frente a los 657 habitantes (Indec, 2001) del censo anterior.
| Gráfica de evolución demográfica de El Sauzal entre 1991 y 2010 |
|                                                                 |
| Fuente: Censos nacionales del INDEC                             |